# Сили, Сибил
Сибил Сили (англ. Sybil Seely; 2 января 1902, Лос-Анджелес, США — 26 июня 1984, Калвер-Сити, шт. Калифорния, США) — американская актриса немого кино, известная в основном по своим совместным работам с Бастером Китоном. В большинстве своих фильмов фигурирует как Сиби Тревилла (англ. Sibye Trevilla).
Родилась 2 января 1902 года в Лос-Анджелесе. Мать — Люси Эллен Бойкер (англ. Lucie Ellen Boyker, 1855—1949). В возрасте 17 лет снялась в своём первом фильме «Hearts and Flowers» (рус. Сердца и цветы). Снялась в 18 фильмах, в большинстве из них вместе с актёром Бастером Китоном. В 1920 году вышла замуж за сценариста Джулеса Фёртмана. В 1923 году родила сына и завершила свою карьеру актрисы. Супруги прожили вместе до смерти Джулеса в 1966 году. Сибил умерла в Калвер-Сити (шт. Калифорния) в 1984 году в возрасте 82 лет.

## Фильмография
| Фильм                   | Русское название               | Год  |
| ----------------------- | ------------------------------ | ---- |
| Hearts and Flowers      | Сердца и цветы                 | 1919 |
| A Lady’s Tailor         | Портной леди                   | 1919 |
| Salome vs. Shenandoah   | Саломе против Шенандоа         | 1919 |
| Up in Alf’s Place       | На место Альфа                 | 1919 |
| His Last False Step     | Его последний неправильный шаг | 1919 |
| Down on the Farm        | Вниз на ферму                  | 1920 |
| By Golly!               |                                | 1920 |
| Married Life            | Семейная жизнь                 | 1920 |
| One Week                | Одна неделя                    | 1920 |
| Convict 13              | Осужденный № 13                | 1920 |
| Movie Fans              | Любители кино                  | 1920 |
| Love, Honor and Behave! | Любовь, честь и поведение      | 1920 |
| The Scarecrow           | Пугало                         | 1920 |
| Bungalow Troubles       | Несчастья в бунгало            | 1920 |
| The Boat                | Лодка                          | 1921 |
| A Sailor-Made Man       | Человек, рождённый моряком     | 1921 |
| On Patrol               | В дозоре                       | 1921 |
| The Frozen North        | Замороженный север             | 1922 |